# Ahvenistonharju
Ahvenistonharju ou Vuorenharju est un esker du nord du Salpausselkä, qui est située dans le quartier Ahvenisto d'Hämeenlinna en Finlande,.

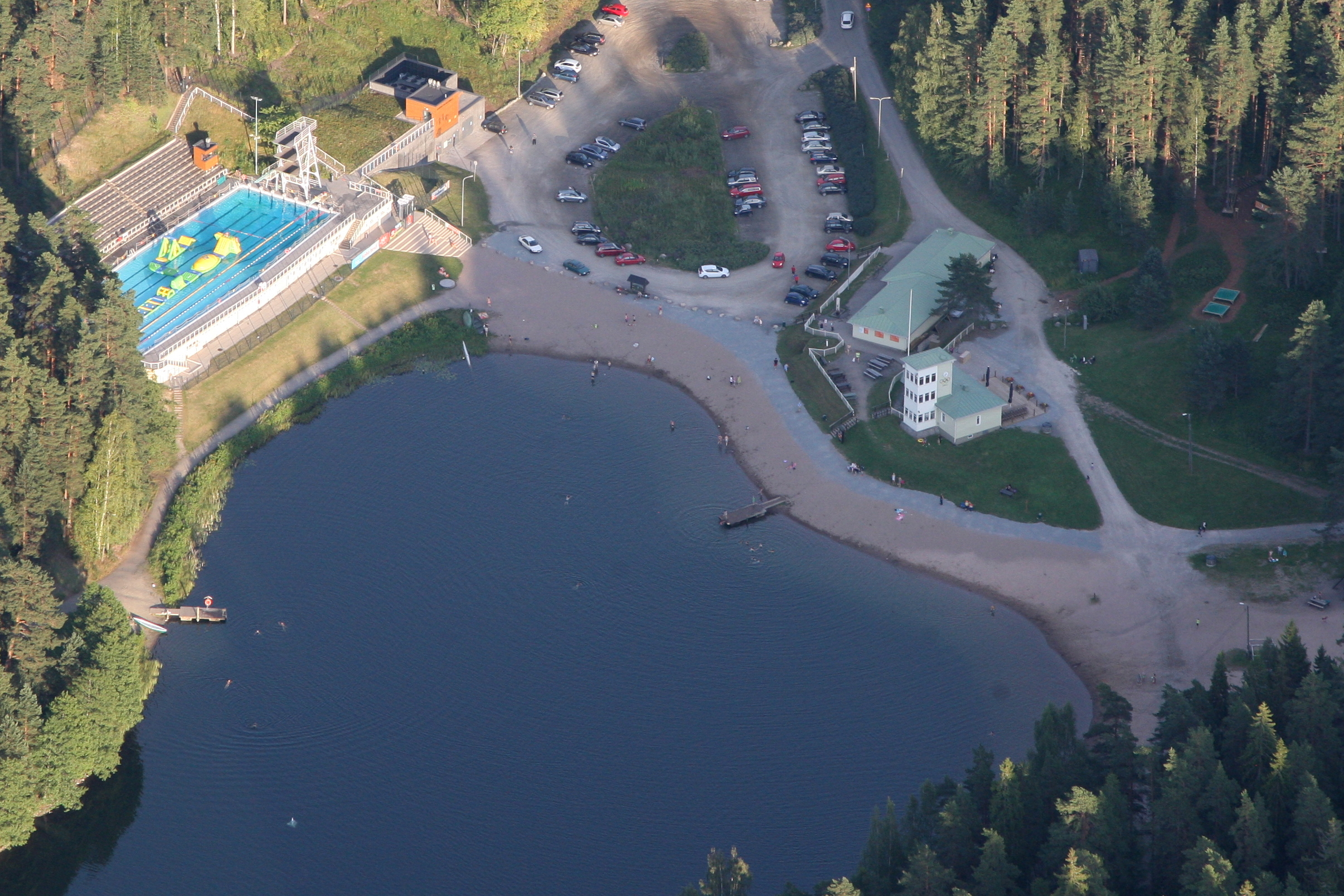
La plage d'Ahvenisto en bordure du lac Ahvenistonjärvi.

## Présentation
La ville souhaite préserver Ahvenisto, dont une partie est une réserve naturelle. 
Le gouvernement provincial de Häme a rendu une décision sur la création de la réserve naturelle d'Ahvenisto le 27 août 1964. 
Les terres autour du lac Ahvenistonjärvi sont acquises par la ville en 1964, grâce à des échanges de territoires avec l'État.
La même année, une réserve naturelle de 68 hectares est créée autour du lac. 
La réserve est agrandie de 4,5 hectares au printemps 2002, et depuis sa superficie totale est mentionnée dans le plan de gestion comme étant d'environ 85 hectares.
La ville possède près de 250 hectares de forêts sur l'esker d'Ahvenisto, qui se prolonge au nord  de Rapamäki et au nord-ouest de Viisari sous le nom de Vuorenharju. 
À Vuorentaka, l'esker est traversé par la route historique Hämeen Härkätie qui va de Turku à Hämeenlinna.
L'esker continue vers le sud sous le nom d'Hattelmalanharju. 
L'esker fait actuellement partie du programme national de protection du salpausselkä.

## Constructions
Le centre sportif d'Ahvenisto est construit en 1951 d'après les plans des architectes Ilmari Niemeläinen et Olavi Sahlberg. 
Le centre sportif est relié à la station de ski au nord et il comprend une piscine construite en 1952. 
Un grand tremplin de saut à ski a été ouvert en 1967.
Le circuit automobile d'Ahvenisto est toujours en activité et à proximité de Rinkelinmäki se trouvent la Pohjantähti Areena, la Metritiski Arena et la patinoire Exel.
Sur Ahvenistonharju, dans un endroit aplani par l'ancienne mer de Yoldia, se trouvent l'hôpital central de Kanta-Häme, le cimetière d'Ahvenisto, l'église orthodoxe d'Ahvenisto et le château d'eau, sur le toit duquel se trouve l'observatoire d'Ahvenisto.